# Vítkovické horní a hutní těžířstvo
Vítkovické horní a hutní těžířstvo (VHHT) byla společnost založená v roce 1895 bratry Wilhelmem a Davidem Gutmannovými a Rothschildy. Předmětem podnikání byla těžba a zpracování surovin a obchod s tímto zbožím.

## Historie
V roce 1873 došlo k vyvrcholení spolupráce bratří Gutmannů a Rothschildů. 7. listopadu 1873 vzniká společnost Witkowitzer Bergbau und Eisenhütten Gewerkschaft, česky Vítkovické horní a hutní těžířstvo (VHHT), jako předmět činnosti těžířstva se uváděla těžba a zpracování surovin a obchod s tímto zbožím. Kapitál společnosti byl rozdělen na 100 kuksů v poměru 51:49 ve prospěch Rothschildů a pod správu přešly spolu s železárnami ve Vítkovicích i železorudné doly na Moravě a v Uhrách.
V roce 1876, kdy se stal generálním ředitelem VHHT Paul Kupelwieser, kapitálově silná společnost koupila většinu akcií Teplické válcovny a bessemerovací huti, a.s. v severních Čechách, za výhodných podmínek propachtovala Žofínskou huť, převzala krachující Schüllerovu huť v Moravské Ostravě. V roce 1894 pod správu společnosti VHHT přešly pachtovní společnosti Společnost spojených vítkovických dolů a Rakousko-uherská vysokopecní společnost, která budovala Žofínskou huť v Moravské Ostravě, Doubravsko-orlovská důlní společnost, Uhelná důlní společnost a koksovna v Moravské Ostravě a také původní stejnojmenné VHHT. Rok 1895 je rokem vzniku Vítkovického horního a hutního těžířstva uvedeného v život v roce 1896, jehož majitelé byli bratři Gutmanové a Rothschildové. Ve stejném došlo k přerovnání majetků a novému rozdělení kuksů v poměru 50:50.
V období první světové války došlo k rekonstrukci a modernizaci dolů (Terezie, Louis, Karolina, Ida a Betina). Jámy byly prohlubovány a vybavovány výkonnějšími elektrickými těžními stroji, ventilátory a kompresory. Po roce 1918 bylo obchodní vedení VHHT přesunuto z Vídně do Vítkovic. Společnost vlastnila železárny ve Vítkovicích, kamenouhelné doly v ostravsko-karvinském revíru, koksovnu Terezii (zrušená v roce 1924), koksovnu Karolinu s briketárnou, elektrárny: Karolina, menší v Doubravě a záložní na dole Anselm, rudné doly na Slovensku a ve Švédsku, velkostatek v Rožňavě a od roku 1924 železárny ve Fryštátě. V roce 1937 byla podniknuta opatření k zabezpečení majetku proti možnému nebezpečí ze strany německého nacizmu. Kuksy (podíly) společnosti byly vyměněny za certifikáty anglické pojišťovny Alliance Assurance Company Ltd. se sídlem v Londýně, avšak odprodej se neuskutečnil. Po roce 1939 bylo těžířstvo podřízeno správě koncernu Reischwerke AG für Erzbergbau und Eisenhütten "Hermann Göring". 28. března 1940 se v Gliwicích konalo závěrečné jednání o zřízení hornoslezského kamenouhelného syndikátu, do kterého byl zapojen 1 důl Vítkovických kamenouhelných dolů. Syndikát předepisoval velikost těžby i cenu uhlí. Součástí státního koncernu Hermann Göring Werke se VHHT formálně stalo v prosinci 1942..
V roce 1945 byla společnost Vítkovické horní a hutní těžířstvo znárodněna, ve vlastnictví bylo sedm dolů: Hlubina v Moravské Ostravě, Louis ve Vítkovicích, Terezie ve Slezské Ostravě, Ida v Hrušově, Anselm a Oskar v Petřkovicích a Doubrava.